# Grigorij Tjuchraj
Grigorij Naumovitj Tjuchraj (ryska: Григорий Наумович Чухрай), född 23 maj 1921 i Melitopol i Ukrainska SSR (nu Ukraina, död 29 oktober 2001 i Moskva i Ryssland, var en sovjetisk filmregissör och manusförfattare.

## Biografi
Grigorij Tjuchraj föddes som son till Naum Rubanov och Klavdia Tjuchraj. Hans föräldrar skilde sig när han var tre år gammal och han togs då om hand av en styvfar Pavel Litvinenko. Som dekorerad veteran från andra världskriget, påverkade Tjuchrajs krigstida upplevelser honom djupt och de flesta av hans filmer hade någon anslutning till krigshändelserna. Han mobiliserades 1939 och tjänstgjorde han i 229:e särskilda kommunikationsbataljonen av 134:e infanteridivisionen. Från 1943 tjänstgjorde han i de luftburna trupperna.
Efter krigsslutet, studerade Tjuchraj film vid den sovjetiska statliga filmskolan (VGIK) och utvecklat sedan sitt hantverk som regiassistent vid Kievs filmstudio. I mitten av 1950-talet, började han skriva och regissera sina egna filmer och fick erkännande utanför Sovjetunionen på filmfestivalen i Cannes 1957 med sin film Den fyrtioförsta. Han blev sedan en av de huvudansvariga för den sovjetiska filmens förnyelse efter Stalins död.
År 1959 var Tjuchraj delförfattare och regissör för sitt största verk, Ballad om en soldat, en berättelse om kärlek och tragedi av krig gjord utan den vanliga sovjetiska propagandan. Filmen fick stor uppmärksamhet hemma, och vann det prestigefyllda Leninpriset. Den uppmärksammades internationellt för både sin historia och filmteknik och på Cannesfestivalen 1960 tilldelades filmen ett särskilt jurypris för "hög humanism och enastående kvalitet". Filmen övervann kalla krigets barriär och hade 1960 premiär i USA vid San Francisco International film Festival. Filmen vann där festivalens Golden Gate Award, för bästa film och för bästa regi. Tjuchraj och medförfattaren Valentin Jezjov var också nominerade till en Oscar för att skriva manus.
År 1984 gjorde Tjuchraj tillsammans med regissören Jurij Sjvyrjov sin sista film i Sovjetunionen: Ja nautju vas metjtat ... (Fritt översatt: Jag ska lära dig att drömma). År 1992–1993 regisserade han tillsammans med den tyska regissören Rolf Schübel en tvådelad dokumentär om slaget vid Stalingrad, Todfeinde, vom Sterben und Überleben i Stalingrad (rysk titel: "Смертельные враги", Smertelnye vragi) där han liksom andra sovjetiska och tyska överlevande berättade om sina erfarenheter under striderna. Filmen var en tysk-rysk samproduktion.
Sonen Pavel Tjuchraj (f. 1946) är filmregissör.

## Filmografi i urval
- 1956 – Den fyrtioförsta
- 1959 – Ballad om en soldat
- 1965 – Det var en gång en gubbe och en gumma
- 1967 – Det okända seklets början (producent)
- 1979 – La vita è bella
- 1992 – Todfeinde - Vom Sterben und Überleben in Stalingrad (TV-serie) (dokumentär, med Rolf Schübel)